# Amt Usedom-Nord
Amt Usedom-Nord består af fem kommuner og ligger i den nordøstlige del af Landkreis Vorpommern-Greifswald i den tyske delstat Mecklenburg-Vorpommern. Amtet blev oprettet 1. januar 2005 da de fire kommuner Karlshagen, Mölschow, Peenemünde og Trassenheide fra det tidligere Amt An der Peenemündung blev forenet med den tidligere amtsfrie kommune Zinnowitz, til det nye Amt Usedom-Nord. Amtets forvaltning ligger i byen Zinnowitz.

## Geografi
Amtets område strækker sig fra landtangen Mittelusedom til nordspidsen af øen Usedom. Det grænser mod nord og øst til Østersøen , til Peenestrom mod vest og Achterwasser mod syd. Hele amtets område ligger i Naturpark Insel Usedom.

## Erhverv
Turisme er med Østesøbadestederne, især i Zinnowitz, hovederhvervet, men fiskeri og landbrug har også betydning. Kulkraftværket i Peenemünde blev nedlagt i 1990.

## Trafik
Bundesstraße B 111 fra Wolgast over Zinnowitz til Mellenthin fører gennem Amt Usedom-Nord. Derudover er der jernbanerne Heringsdorf–Wolgaster Fähre og Zinnowitz–Peenemünde.

## Kommuner i amtet
- Karlshagen
- Mölschow med Bannemin und Zecherin
- Peenemünde
- Trassenheide
- Zinnowitz